# Essey-les-Eaux
Pour les articles homonymes, voir Essey.
Essey-les-Eaux est une ancienne commune française du département de la Haute-Marne en région Grand Est. Elle est associée à la commune de Nogent depuis 1972.

## Géographie
La commune associée d'Essey-les-Eaux est traversée par le Rognon et la route D250.

## Histoire
Village incendié par les SS le 13 septembre 1944.
Le 1er juin 1972, la commune d'Essey-les-Eaux est rattachée sous le régime de la fusion-association à celle de Nogent-en-Bassigny qui devient Nogent. 

## Politique et administration
| Période                                  | Période | Identité        | Étiquette    | Qualité     |
| ---------------------------------------- | ------- | --------------- | ------------ | ----------- |
| 19??                                     | 19??    | Joseph Champion | RPF puis UNR | Agriculteur |
| Les données manquantes sont à compléter. |         |                 |              |             |

| Période                                  | Période  | Identité            | Étiquette | Qualité |
| ---------------------------------------- | -------- | ------------------- | --------- | ------- |
|                                          | En cours | Jean-Michel Pettini |           |         |
| Les données manquantes sont à compléter. |          |                     |           |         |

## Démographie
| 1866 | 1872 | 1876 | 1881 | 1886 | 1891 | 1896 | 1901 | 1906 |
| ---- | ---- | ---- | ---- | ---- | ---- | ---- | ---- | ---- |
| 224  | 205  | 205  | 193  | 191  | 185  | 182  | 181  | 167  |

| 1911 | 1921 | 1926 | 1931 | 1936 | 1946 | 1954 | 1962 | 1968 |
| ---- | ---- | ---- | ---- | ---- | ---- | ---- | ---- | ---- |
| 160  | 134  | 140  | 111  | 125  | 84   | 110  | 108  | 93   |

## Lieux et monuments
- Église Sainte-Barbe, reconstruite au XIXe siècle, la tour du clocher date du XVIIIe siècle
- Fontaine Sainte-Barbe, d'où sort une source minérale

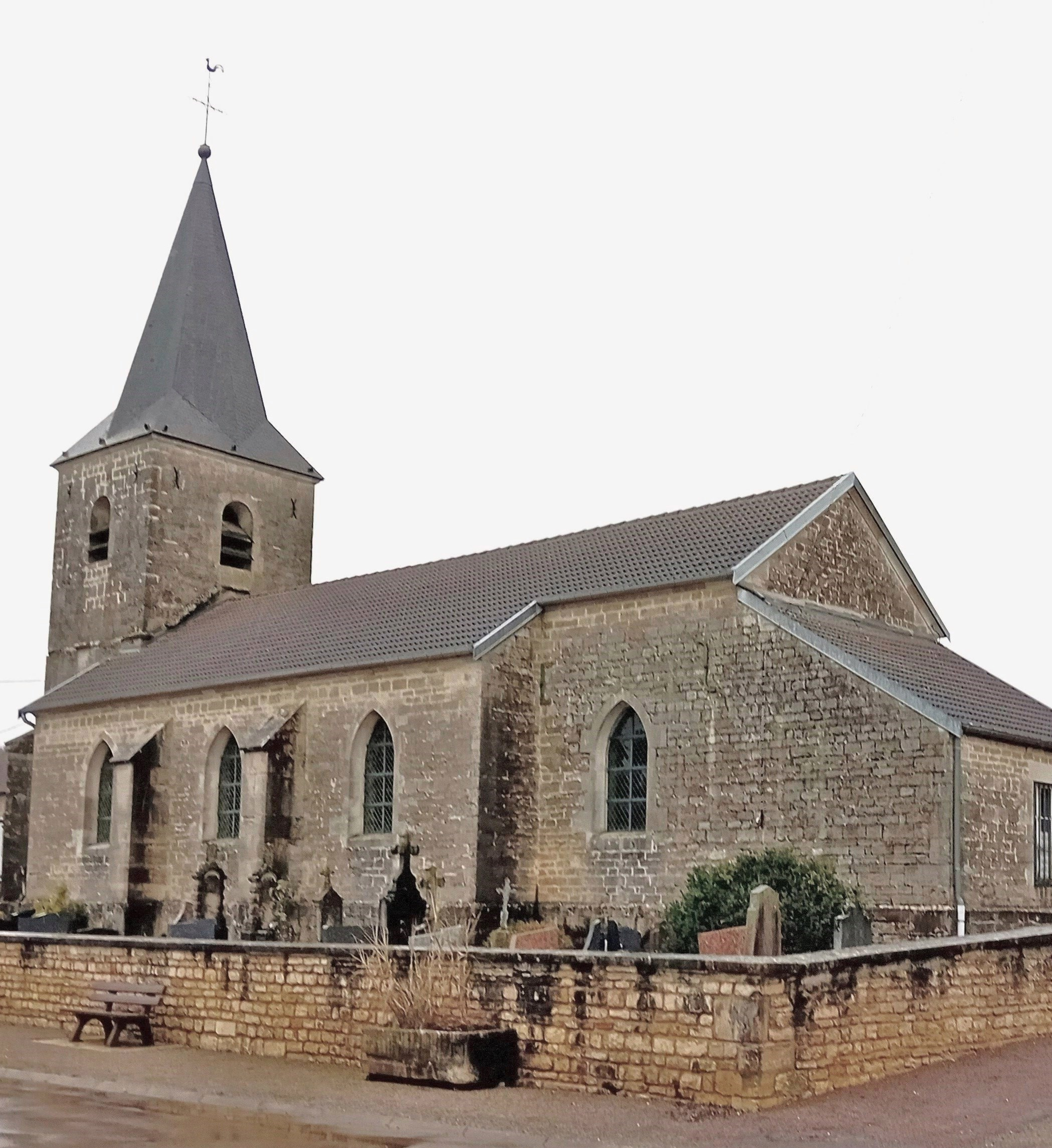
l'église Sainte-Barbe

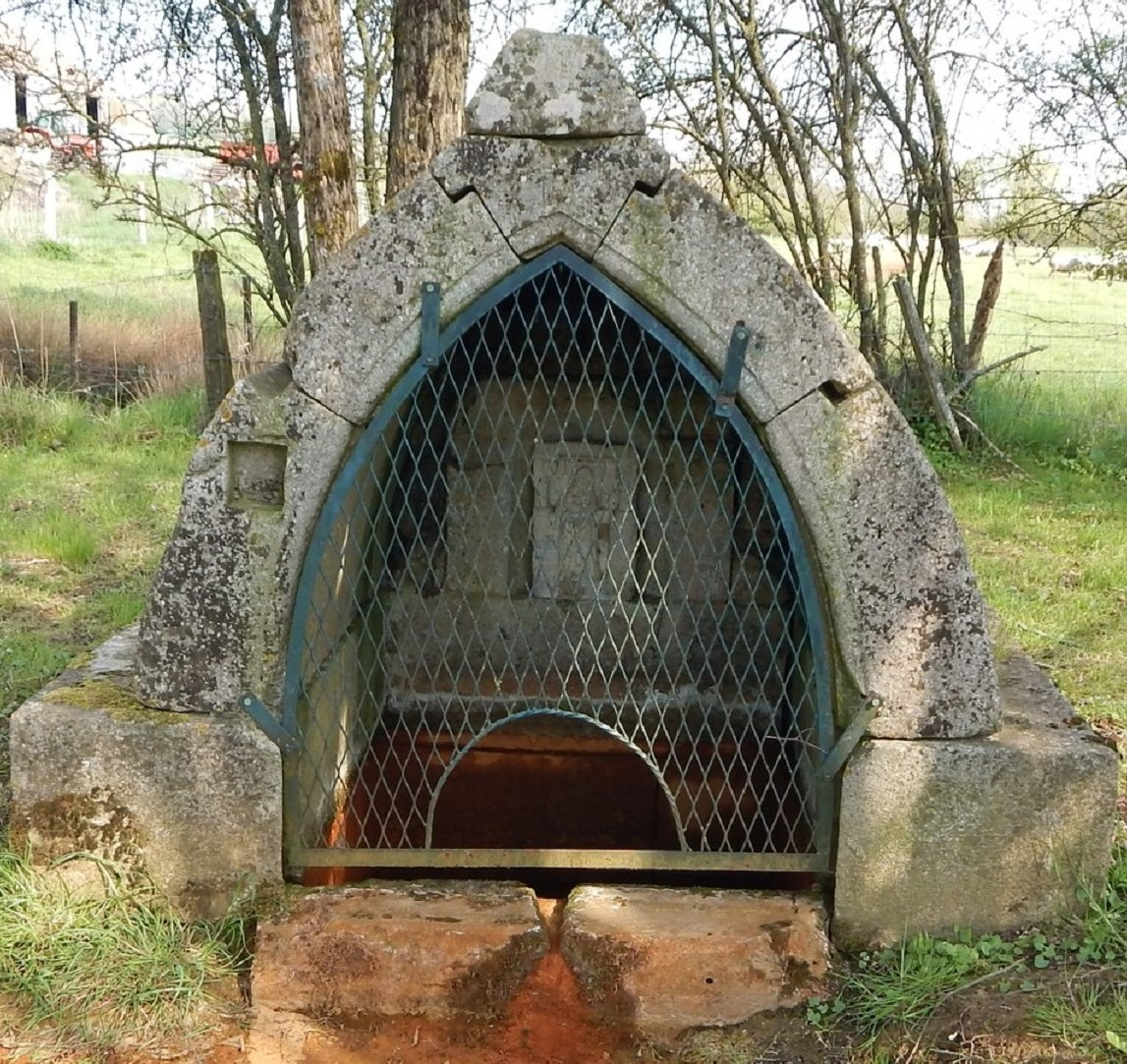
la fontaine Sainte-Barbe